# يان هنتر (مغني)
يان هنتر (بالإنجليزية: Ian Hunter)‏ هو عازف قيثارة ومغني وكاتب أغاني وملحن بريطاني، ولد في 3 يونيو 1939 في Oswestry ‏ في المملكة المتحدة.

## وصلات خارجية
- الموقع الرسمي
- يان هنتر على موقع IMDb (الإنجليزية)
- يان هنتر على موقع ميوزك برينز (الإنجليزية)
- يان هنتر على موقع ميوزك برينز (الإنجليزية)
- يان هنتر على موقع أول موفي (الإنجليزية)
- يان هنتر على موقع قاعدة بيانات برودواي على الإنترنت (الإنجليزية)
- يان هنتر على موقع إن إن دي بي (الإنجليزية)
- يان هنتر على موقع أول ميوزيك (الإنجليزية)
- يان هنتر على موقع ديسكوغز (الإنجليزية)
- يان هنتر على موقع قاعدة بيانات الفيلم (الإنجليزية)
- يان هنتر على موقع كينوبويسك (الروسية)